# STS-132
La STS-132 fue una misión de la NASA programada para el 14 de mayo a las 18:20 UTC de 2010 integrada por 6 tripulantes y duró 12 días. Para esto se empleó la lanzadera Atlantis.

## Carga
La STS-132 tuvo como misión llevar diversos equipamientos:

### Rassvet

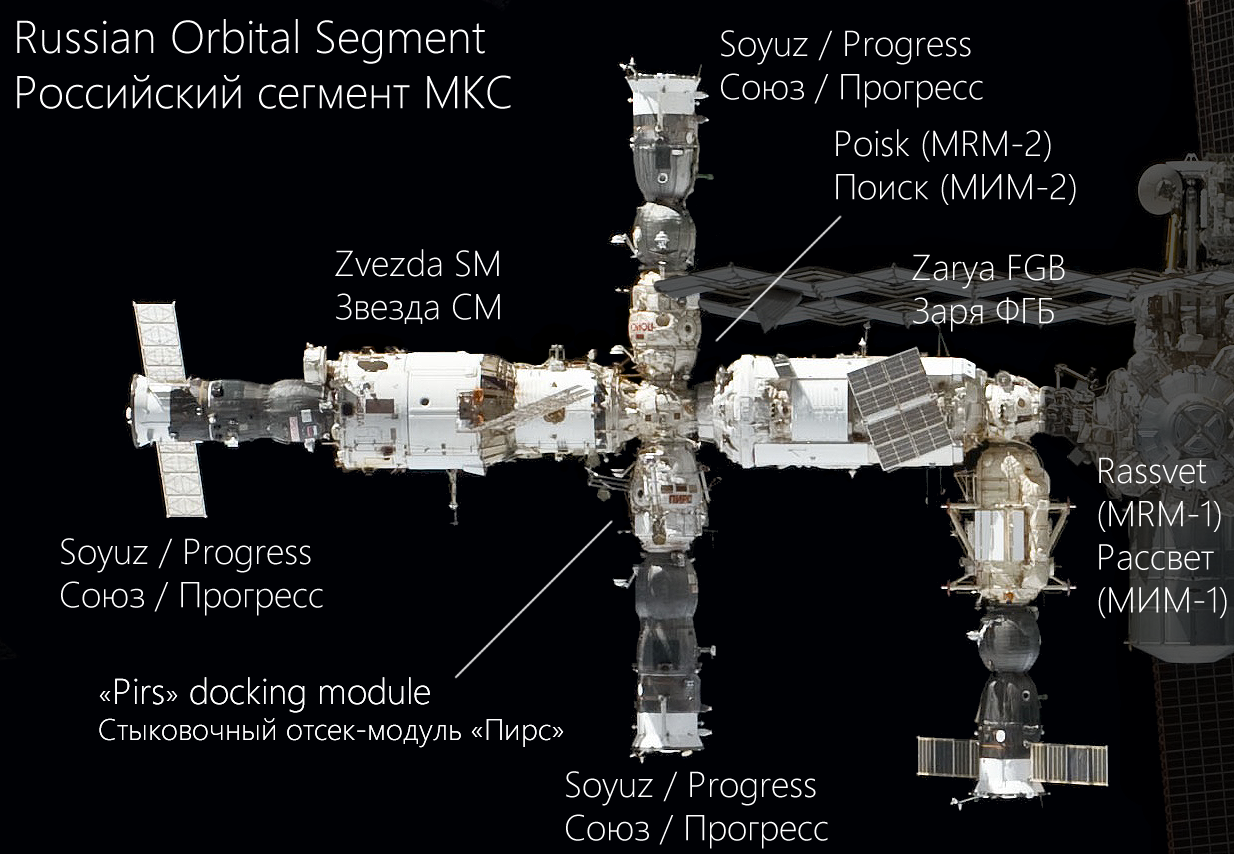
El segmento orbital ruso con el MRM-1

El Mini-Módulo de Investigación 1 (MRM-1), llamado también Rassvet (En ruso: Рассвéт, amanecer), DCM (Módulo de Carga y Acoplamiento) o МИМ-1, fabricado en Rusia, será el último módulo de la sección rusa de la Estación Espacial Internacional.
Transladará equipo de la NASA al Módulo Laboratorio Multipropósito, un radiador y una junta con forma de codo para el Brazo Robótico Europeo para la ISS.

### ICC-VLD
El Integrado de carga vertical-Luz de despliegue (ICC-VLD) será la segunda carga útil mayor. Incluirá ensamblados los siguientes elementos:
- Seis baterías 4B.
- Una Antena de Espacio a Tierra (SGANT)
- Un micrófono SGANT
- Una unidad EOTP (Enhanced Orbital Replacement Unit Temporary Platform)
- Una caja de fusibles
- Diferentes aplicaciones EVA
- Una unidad de distribución de energía
- Dos unidades PVGFs (Power Video Grapple Fixtures)

### CD
Entre la carga también se incluye un CD con todas las copias de los proyectos concurso conmemorativo para marcar el fin de las lanzaderas. Al concurso se presentaron 85 proyectos procedentes de empleados y contratistas de la NASA, de los que ganó Blake Dumestil.

## Tripulación

### Kenneth T. Ham

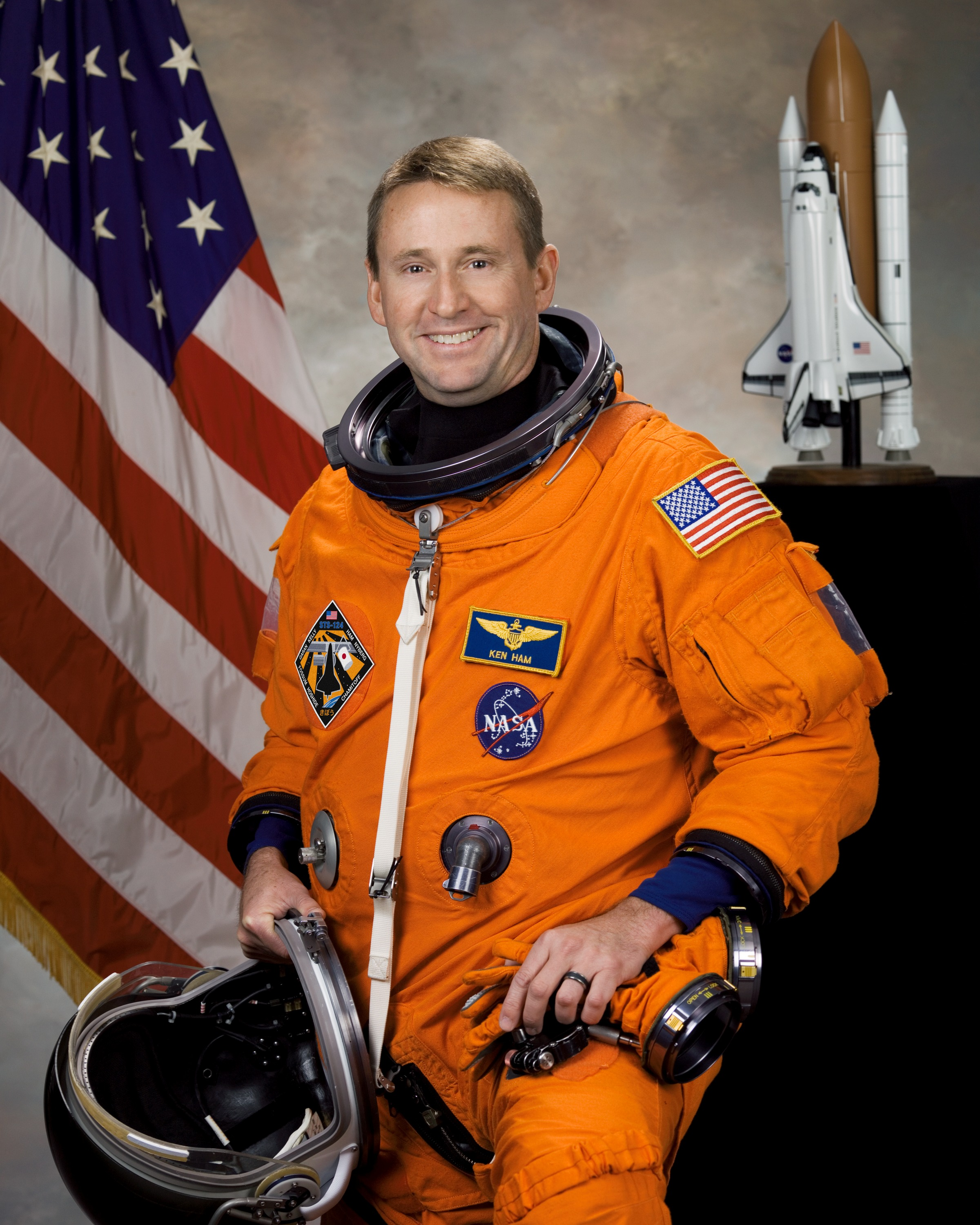
Kenneth T. Ham

Kenneth T. Ham es el comandante de la misión. Nació el 12 de diciembre de 1964 en Plainfield, Nueva Jersey. Está casado con Michelle Ham, y tiene dos hijos, Ryan y Randy, de un matrimonio anterior.
Es capitán de la Marina. Cuando se graduó como alférez, se entrenó como piloto. Después estuvo estudiando ingeniería aeronáutica durante 18 meses en la Escuela Naval de Postgraduados/Escuela de Pilotos de Prueba, que complementó con 12 meses de entremaniento de pilotos.
Su primer trabajo como astronauta fue de CAPCOM (Capsule communicator), y su primer vuelo espacial fue con la misión STS-124.

### Dominic A. Antonelli

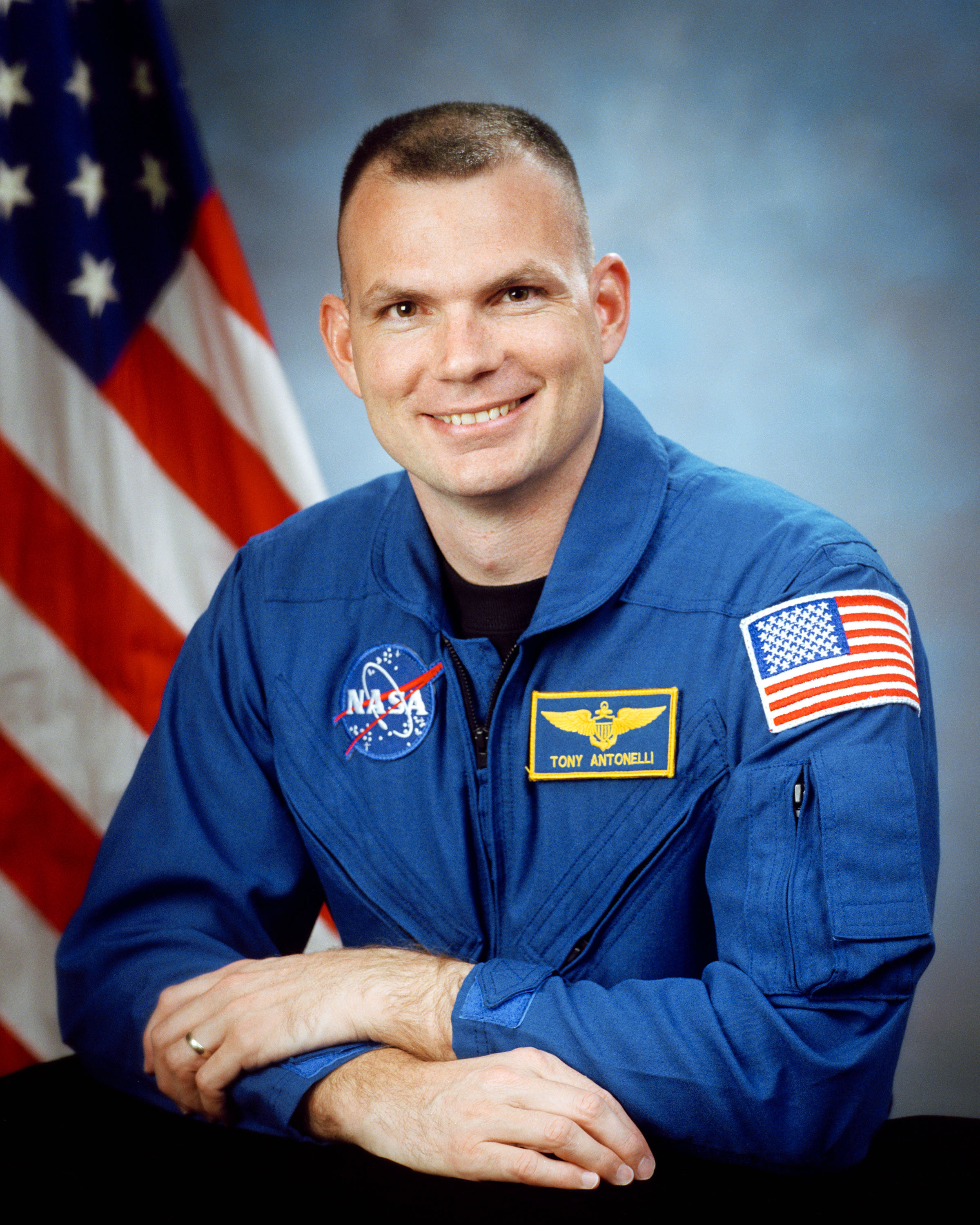
Dominic A.Antonelli

Dominic A. Antonelli es el piloto de la misión. Nació en Detroit, Míchigan, el 23 de agosto de 1967 y está casado y con dos hijos. Tiene el rango de comandante, y ha trabajado para la Marina Estadounidense.
Estuvo en el portaaviones USS Nimitz como Aviador Naval y oficial de señales de aterrizaje. En el año 2000, fue seleccionado para trabajar en la NASA de piloto. Tuvo que superar 18 meses de pruebas y entrenamientos. Cuando las superó, se dedicó a efectuar diversas tareas técnicas. Actualmente, también es piloto de pruebas. Es un Graduado Distinguido de la Escuela de Pilotos de Prueba de las Fuerzas Aéreas de los Estados Unidos.
En 2009, trabajó como piloto en el espacio por primera vez en la misión STS-119.

### Especialistas de la misión
Aparte de Kenneth y Dominic, hay cuatro miembros más de la tripulación:
- Piers J. Sellers: Astronauta inglés (Aunque nacionalizado estadounidense) y el único tripulante no nacido en EE. UU. de la misión. Tiene mucha experiencia, habiendo estado en dos misiones con lanzadera espacial, la STS-112 y la STS-121
- Stephen G. Bowen: Es oficial de submarino, y el primero de esta profesión en ser seleccionado como especialista de misión. Nació en Cohasset, Massachusetts. Estuvo en la STS-126
- Michael T. Good: Nació en Parma, Ohio. Es oficial de las Fuerzas Aéreas de los Estados Unidos, fue seleccionado para la NASA en el año 2000 y ha estado en la misión STS-125.
- Garrett E. Reisman: Es un ingeniero nacido en Morristown, Nueva Jersey. Fue el primer judío en la ISS. Estuvo en la Expedición 16 y la Expedición 17. Fue a la estación espacial con la misión STS-123 y volvió con la STS-124.

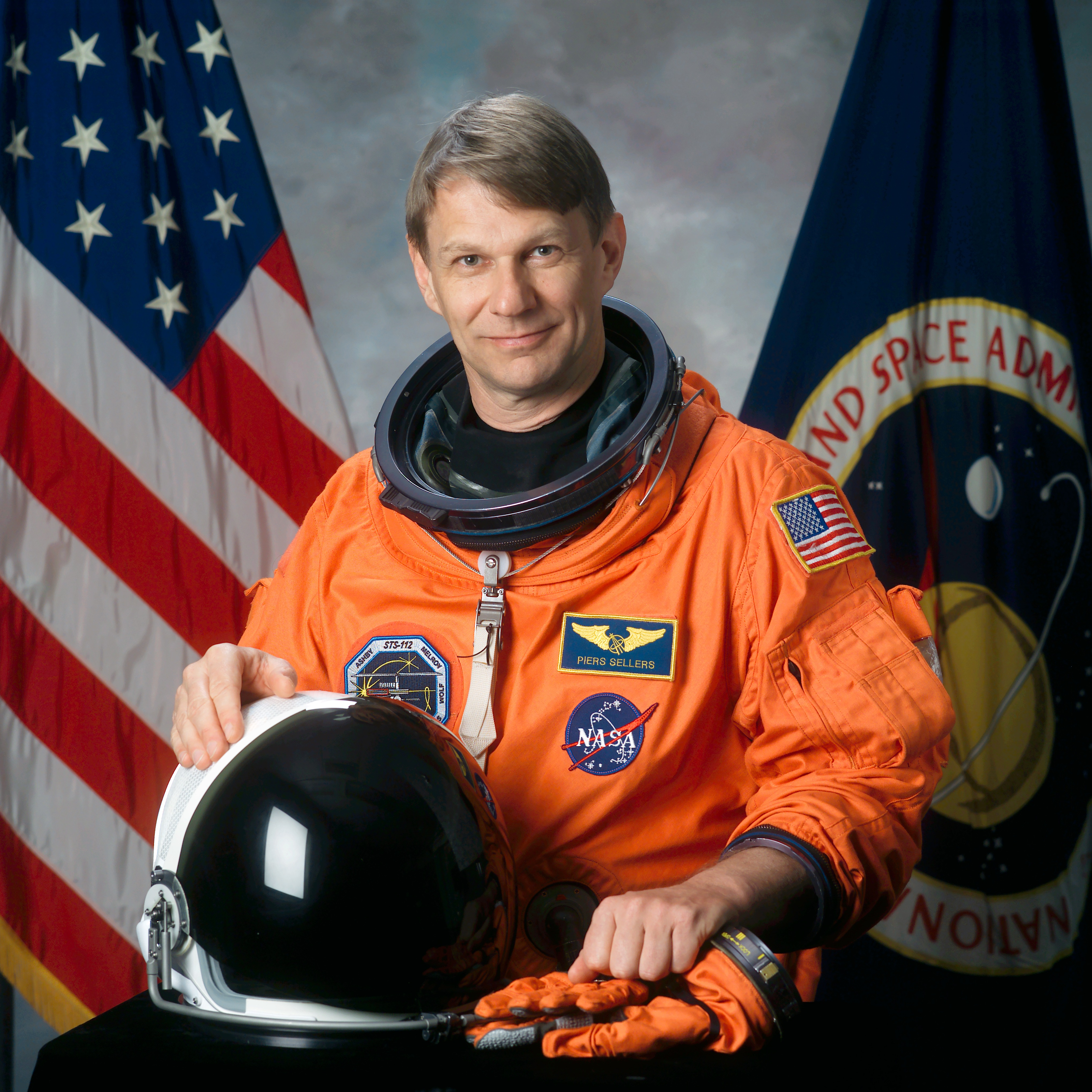
Piers J. Sellers
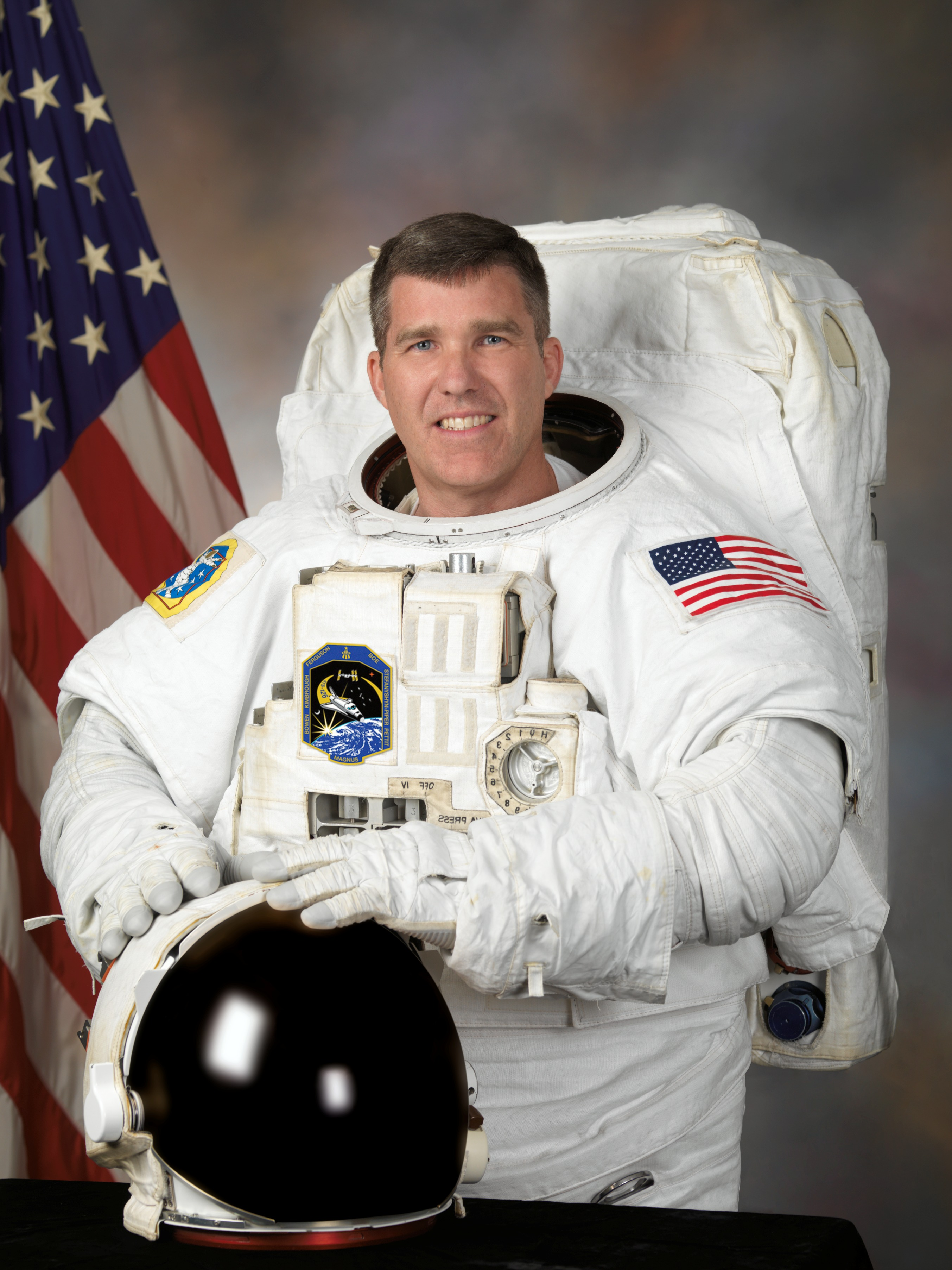
Stephen G. Bowen
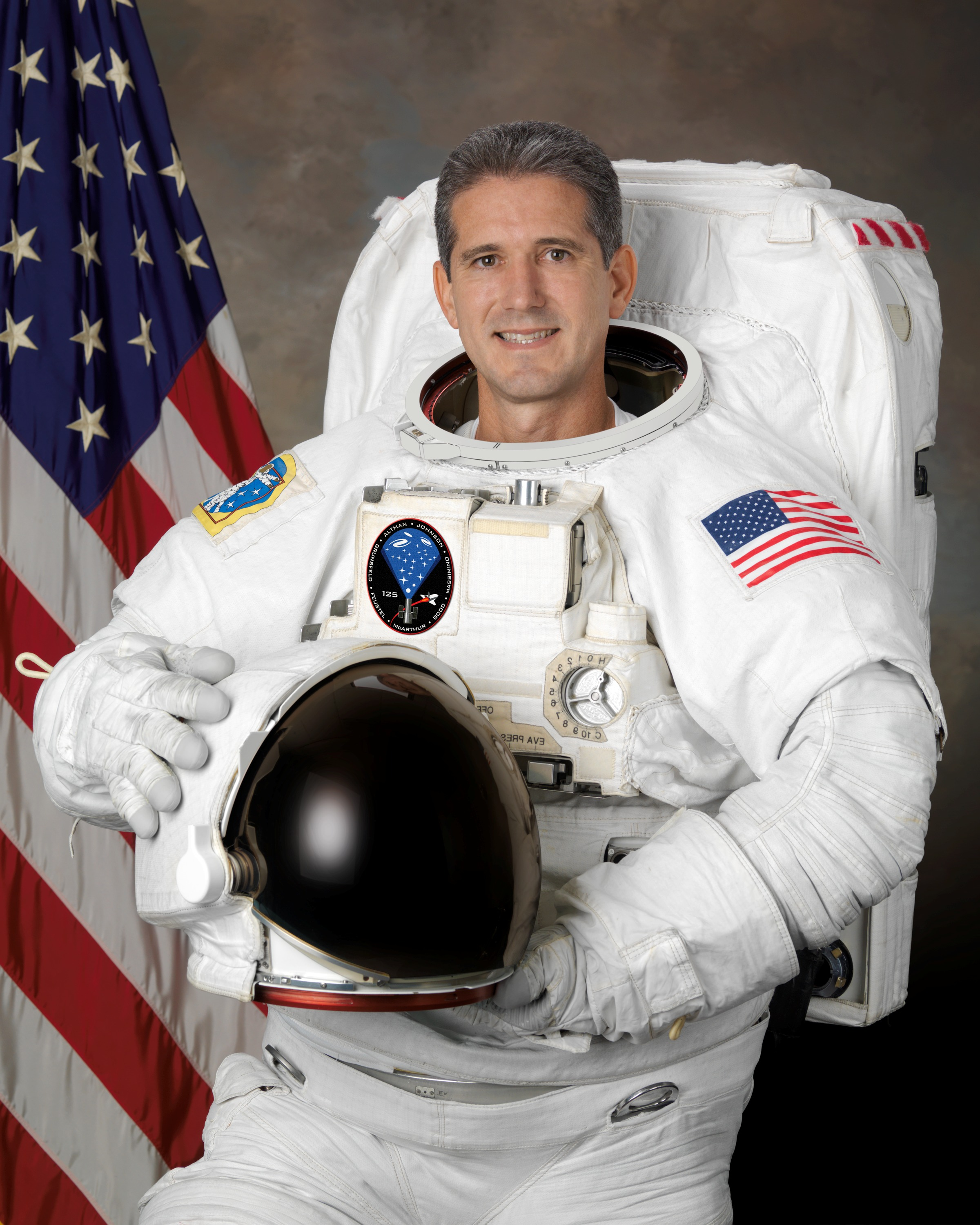
Michael T. Good
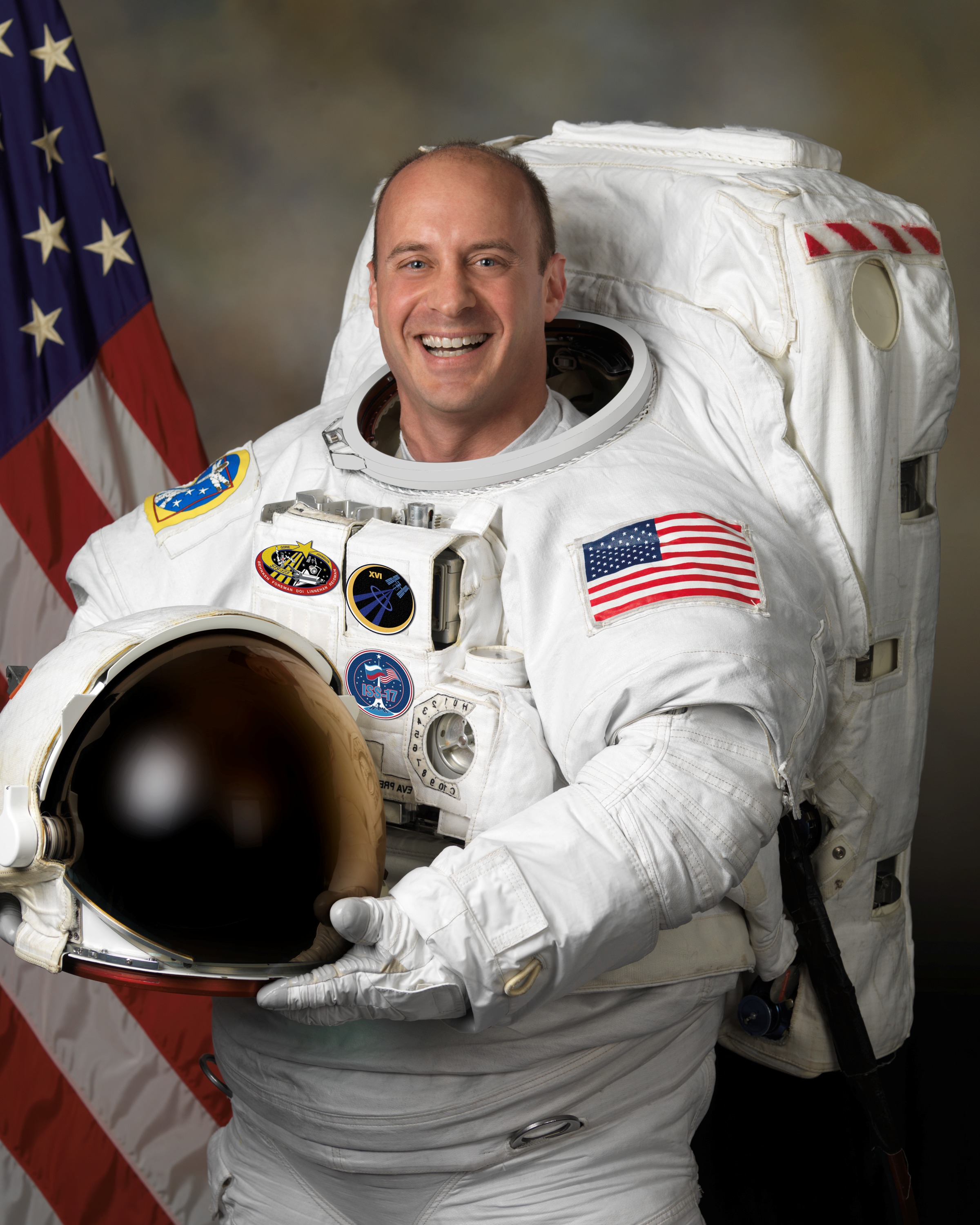
Garrett E. Reisman